# Idiops santaremius
Idiops santaremius is een spinnensoort in de taxonomische indeling van de valdeurspinnen (Idiopidae).
Het dier behoort tot het geslacht Idiops. De wetenschappelijke naam van de soort werd voor het eerst geldig gepubliceerd in 1896 door Frederick Octavius Pickard-Cambridge.